# Niedźwiadki (Karkonosze)
Niedźwiadki (niem. Bärenstein) – grupa granitowych skałek w południowo-zachodniej Polsce, w Sudetach Zachodnich, w środkowej części Karkonoszy.
Położone są na bocznym ramieniu Śląskiego Grzbietu (fragment Głównego Grzbietu Karkonoszy), opadającym z północno-zachodniego stoku Małego Szyszaka, między dolinami Czerwieni i Podgórnej, poprzez Suchą Górę, zakończonym wzniesieniem Płonik górującym nad Przesieką. Niedźwiadki leżą na północnym stoku Suchej Góry, poniżej Drogi Sudeckiej, a powyżej Płonika. W pobliżu znajdują się inne skałki, część z nich nie posiada własnych nazw.
Jest to zgrupowanie skałek, składające się z kilku granitowych ostańców o wysokości dochodzącej do kilku metrów. Wznoszą się na wysokości około 720–732 m n.p.m. Do 1945 r. pomnik przyrody.
Według źródeł niemieckich, na skałkach Bärenstein ma być wyryty znak krzyża. Informacja jest o tyle niepewna, że źródła te lokują skałkę w okolicach Agnetendorf (Jagniątków).

## Turystyka
Poniżej skałek przechodzi szlak turystyczny:
- niebieski szlak turystyczny z Przesieki na Przełęcz Karkonoską[1].